# Verwarnung (Jugendstrafrecht)
Als mildestes Zuchtmittel im Jugendstrafrecht sieht das JGG in § 14 die Verwarnung vor. Sie erfolgt bei nur geringfügigem Fehlverhalten durch ausdrückliche Zurechtweisung seitens des Jugendrichters, der dabei an keine bestimmte Form gebunden ist. Ziel ist es, dem Täter die Tatfolgen sowie die drohenden Konsequenzen erneuter Straffälligkeit aufzuzeigen. 
Von der Ermahnung nach § 45 Abs. 3 JGG unterscheidet sich die Verwarnung lediglich prozessual in der Weise, dass sie aufgrund von § 449 StPO erst nach Erlangung der Rechtskraft des Urteils erteilt werden darf. Daher muss für die Erteilung der Verwarnung ein weiterer Termin anberaumt werden, sofern die Beteiligten nicht gem. § 2 JGG, § 302 Abs. 1 S. 1 StPO auf Rechtsmittel verzichten, sodass sie im Anschluss an das Urteil erfolgen könnte. Zulässig ist auch eine schriftliche Verwarnung, die jedoch als spezialpräventiv wenig hilfreich gilt. 
Regelmäßig dürfte jedoch die Wirkung der richterlichen Verwarnung zu gering sein, um den jungen Rechtsbrecher, insbesondere den Heranwachsenden, in ausreichender Weise zu beeindrucken, weshalb eine nach § 8 Abs. 1. S. 1 JGG statthafte Kombination mit Weisungen (§ 10 JGG) oder Auflagen (§ 15 JGG) vorzugswürdig bleibt.